# Княжуха (Ульяновская область)
Княжуха — село в Сурском районе Ульяновской области, входит в состав Хмелёвского сельского поселения.

## География
Находится на расстоянии примерно 11 километров по прямой на северо-запад от районного центра — посёлка Сурское.

## История
Основано до 1678 года. В 1859 году было 150 дворов и 1170 жителей. В 1913 в селе было дворов 282, жителей 1668. В селе были две каменные церкви: Неопалимовская (построена в 1752 году) и Успенская (построена в 1780 году). В советские годы работали колхозы «Память Ильича», «Заветы Ильича», в 1990-е годы ТОО «Восход».

## Население
Население составляло 426 человек в 2002 году (русские 95 %), 365 по переписи 2010 года.